# Međunarodna unija geoloških znanosti
Međunarodna unija geoloških znanosti (engleski: International Union of Geological Sciences, IUGS) je stvorena godine 1961. i predstavlja znastvenu uniju, odnosno članicu Međunarodnog savjeta za znanost (ICSU), koga priznaje kao koordinacijsko tijelo međunarodnih znastvenih organizacija.

## Vanjske poveznice
- Međunarodna unija geoloških znanosti